# カルロス・デルガード・チャルバウド
カルロス・デルガード・チャルバウド（スペイン語: Carlos Delgado Chalbaud、1909年1月20日 – 1950年11月13日） は、ベネズエラの軍人。1948年から1950年まで、軍事政権のトップとして大統領を務めた。

## 経歴
首都カラカスに、海軍士官のロマン・デルガード・チャルバウドと母ルイーザ・エレーナ・ゴメス・ベルティーニの子として生まれる。父はフランス系とスペインのアンダルシア系、母はコルシカ系移民の子孫であった。
フランスのサン・シール陸軍士官学校で学び、1939年にベネズエラに帰国。ほどなくエレアサル・ロペス・コントレーラス大統領の軍事政権下で、陸軍大尉に任官した。
1945年、将校団の一員として当時のイサイアス・メディーナ・アンガリータ政権を転覆させ、新たな軍事政権に参画した。その後のロムロ・ベタンクールとロムロ・ガジェゴスの両政権で国防相を務めたが、1948年にはそのガジェゴス政権も転覆させ、マルコス・ペレス・ヒメネスおよびルイス・リョベラ・パエスの3名からなる軍事政権の名目上のトップとなった。
1950年11月13日、ラファエル・シモン・ウルビーナとその甥のドミンゴ・ウルビーナ率いる一団によって拉致・殺害された。ウルビーナは逮捕・拘禁されたのち、国家安全保障命令により殺害され、ペレス・ヒメネスがその後の数年間、ベネズエラの政治指導者となった。